# Crotalus durissus
La cascabel tropical, víbora de cascabel o cascabela (Crotalus durissus) es una especie venenosa de crótalo, distribuida en Latinoamérica: desde  México a Sudamérica. Es la serpiente más distribuida de su género y es muy venenosa, siendo un grave problema de resolución médica su mordedura. Doce subespecies son reconocidas actualmente, incluyendo la forma típica.

## Descripción

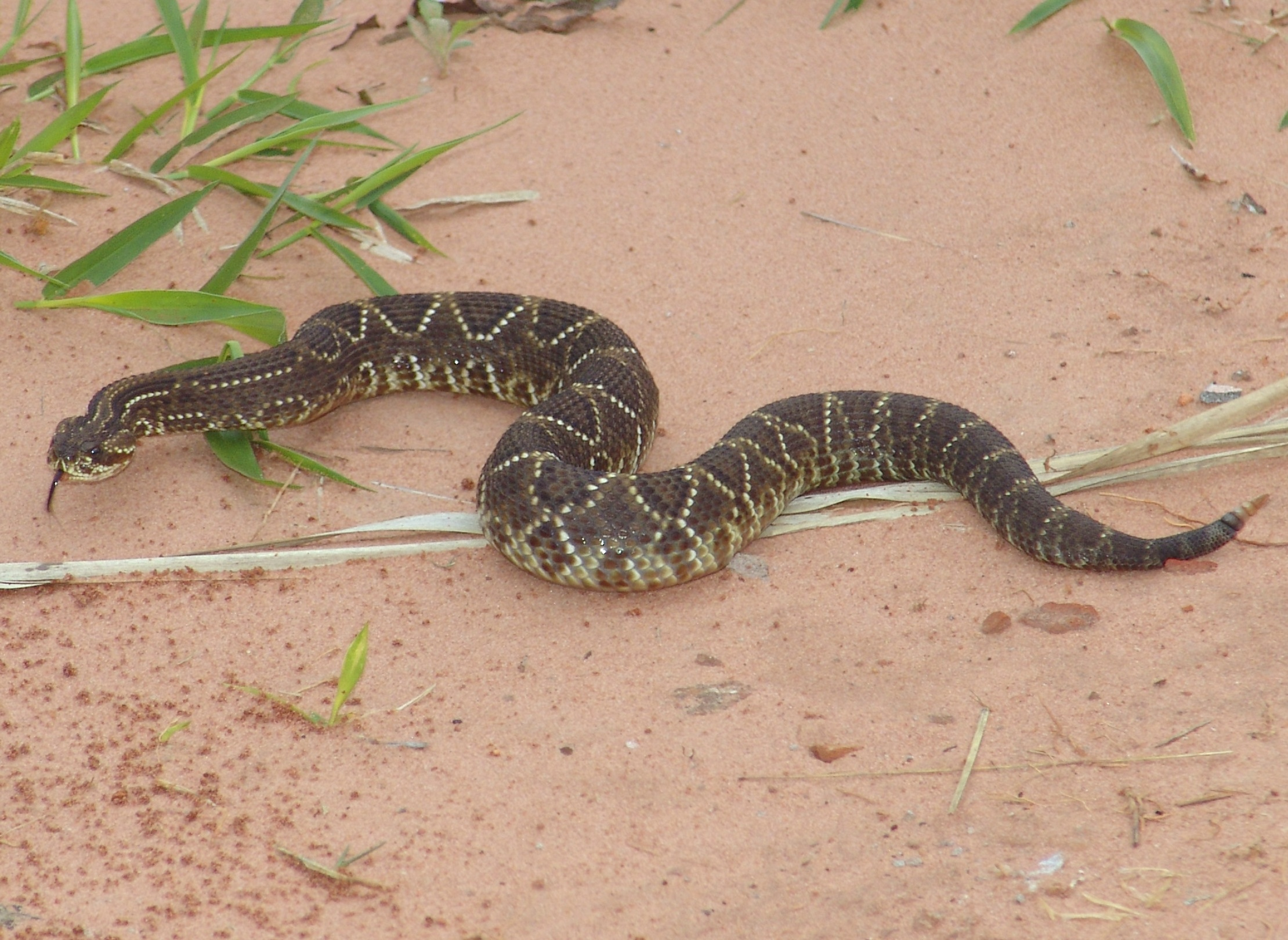
C. d. terrificus en Avaré, São Paulo, Brasil.

Crece hasta un máximo de longitud, de cerca de 1.8 m. El cuerpo es fuertemente escamado, y acentuadas en protuberancias o tuberculaciones. Esta forma se suaviza en algo llegando a la extremidad posterior. La columna vertebral es muy prominente hasta la cuarta fila.

## Distribución geográfica
Hallada desde México (del lado Atlántico en Tamaulipas, Nuevo León, en el lado Pacífico desde Michoacán) a Costa Rica (provincia de Guanacaste y la Meseta Central), incluyendo Belice, Guatemala, El Salvador, Honduras y Nicaragua. Hay muchas poblaciones separadas en Sudamérica, Colombia, Venezuela (especialmente en Paraguaná), Guyana, Surinam, Guiana, este de Brasil, sudeste de Perú, Bolivia, Paraguay, Uruguay, norte y centro de Argentina 
(Catamarca, Córdoba, Corrientes, Chaco, Entre Ríos, Formosa,La Pampa, La Rioja, Mendoza, Misiones, San Juan, San Luis, Santa Fe, Santiago del Estero, Tucumán). La localidad tipo es "América".

## Veneno
Los síntomas de envenenamiento son muy diferentes en cada zona geográfica y especie, particularmente en las partes sureñas, debido a la presencia (concentrada o no) de las neurotoxinas (crotoxina y crotamina) causando una parálisis progresiva. Ciertos especímenes de Brasil, notablemente en C. d. terrificus, puede afectar la visión impar, o causar ceguera total, desórdenes auditivos, ptosis, parálisis de los músculos periféricos, especialmente del cuello, (lo que le da aspecto de dislocado y roto), y eventualmente parálisis respiratorias. Los trastornos oculares, que de acuerdo a Álvaro (1939) ocurren en el 60 % de los casos de la especie, provocan ceguera permanente. Una fosfolipasa A2 neurotóxica también daña músculos esqueléticos y cardíacos, provocando astenia (debilidad muscular) y mialgia (dolores musculares).

## Taxonomía
La serpiente de cascabel de Guayana, previamente reconocida como C. d. dryinus, fue reclasificada como parte de C. d. durissus.
Además, la subespecie nominal anterior para el complejo durissus se convirtió en la actual especie nominal para la cascabel centroamericana (C. simus) que ahora representa a sus miembros en México y América Central. C. d. dryinus se convirtió en la nueva especie nominal para las serpientes de cascabel Sudamericanas, representada por C. durissus.
Las subespecies anteriormente conocidas como C. d. collilineatus y C. d. cascavella fueron reclasificadas como parte de C. d. terrificus tras la publicación de un artículo de Wüster et al. en 2005.

## Conservación
Las serpientes del género Crotalus se encuentran amenazadas por diversos factores como la pérdida del hábitat, la colecta ilegal y en gran medida 
por ser percibidas como organismos dañinos, que no tienen ninguna función ecológica, económica o cultural.

## Subespecies
| Subespecies       | Autor de taxón         | Nombre común                                        | Distribución |
| ----------------- | ---------------------- | --------------------------------------------------- | --- |
| C. d. cumanensis  | Humboldt, 1833         | Cascabel Venezolano                                 | zonas áridas bajas de Venezuela y Colombia |
| C. d. durissus    | Linnaeus, 1758         | Serpiente de cascabel, víbora de cascabel, cascabel | Sabanas costeras de Guyana, Guayana Francesa y Surinam                                                                                                   |
| C. d. marajoensis | Hoge, 1966             | Cascabel de Marajo                                  | Conocido únicamente en la isla de Marajó, estado de Pará en Brasil                                                                                       |
| C. d. maricelae   | García Pérez, 1995     |                                                     | Bolsón árido de Lagunillas, Estado de Mérida, Venezuela                                                                                                  |
| C. d. ruruima     | Hoge, 1966             |                                                     | Conocido de las faldas de Monte Roraima y Monte Cariman-Perú en Venezuela (Bolívar). Algunos especímenes fueron también registrados en Brasil (Roraima). |
| C. d. terrificus  | (Laurenti, 1768)       | Cascabel                                            | Al sur de la selva amazónica de Brasil, extremo sureste de Perú, Bolivia, Paraguay, Uruguay, norte de Argentina                                          |
| C. d. trigonicus  | Harris & Simmons, 1978 |                                                     | Sabanas al interior de Guyana |
| C. d. unicolor    | Lidth de Jeude, 1887   |                                                     | Isla de Aruba (Antillas Neerlandesas). |
| C. d. vegrandis   | Klauber, 1941          | Cascabel de Uracoa                                  | En Monagas, Falcón, Carabobo en Venezuela. |